# Bête de Vitesse
Das Bête de Vitesse (Geschwindigkeitsbestie) war ein Renndreirad des französischen Herstellers Buchet, das 1903 gebaut wurde. Das Fahrzeug hatte, ähnlich dem De Dion-Bouton-Dreirad, den Motor auf der Hinterachse.
Der Antrieb erfolgte durch den von Buchet hergestellten 4.245 cm³ großen luftgekühlten Parallel–Zweizylindermotor. Der Motor hatte eine Bohrung von 130 mm, einem Hub von 160 mm und soll bei einer Drehzahl von 1200 Umdrehungen pro Minute eine Leistung von 32 PS abgegeben haben. Er gilt noch heute als der hubraumgrößte Motor seiner Art.
Die Leistungsentwicklung des Verbrennungsmotors  war um die Jahrhundertwende durch die technischen Möglichkeiten der Gemischbildung und Zündung begrenzt. Um das Jahr 1904 wurde der Oberflächenvergaser durch den Schwimmervergaser und die Niederspannungs-Magnetzündung durch die Hochspannungs-Magnetzündung von Robert Bosch abgelöst. Bis dahin galt „viel (Hubraum) hilft viel.“
1904–05 wurde wohl ein Buchet-Motor, neben anderen Parallel-Twins, bei Steherrennen in der Schrittmachermaschine von Franz Hofmann eingesetzt.